# گرابوونیتسا (صربستان)
گرابوونیتسا (به صربی: Grabovnica) یک منطقهٔ مسکونی در صربستان است که در کورشوملیا واقع شده‌است. گرابوونیتسا ۱۱۸ نفر جمعیت دارد.